# 6887 Хасуо
6887 Хасуо (6887 Hasuo) — астероїд головного поясу, відкритий 24 листопада 1951 року.
Тіссеранів параметр щодо Юпітера — 3,616.